# Jeñis Futbol Kluby
Il Jeñis Futbol Kluby (in kazako: Жеңіс Футбол Клубы) è una società calcistica kazaka con sede nella capitale Astana. Membro fondatore della prima divisione kazaka, è retrocesso in seconda divisione per la prima volta nel 2009, dopo una serie di problemi finanziari. Ha disputato la sua ultima stagione calcistica nel 2014, prima di essere rifondato nel 2020.

## Cronistoria
- 1964: il club è fondato con il nome di Dinamo
- 1975: il club è rinominato Tselinnik
- 1994: il club è rinominato Tsesna
- 1996: il club è rinominato Tselinnik
- 1997: il club è rinominato FC Astana
- 1997: il club è rinominato FC Jeńis
- 2002: prima partecipazione ad una competizione europea (preliminari Champions League 2003)
- 2006: il club è rinominato FC Astana
- 2011: il club è rinominato FC Astana-1964
- 2020: il club è stato rifondato come FC Jeńis

## Palmarès

### Competizioni nazionali
- Campionato kazako: 3

2000, 2001, 2006
- Coppa del Kazakistan: 3

2000-2001, 2002, 2005

### Altri piazzamenti
- Coppa del Kazakistan:

Finalista: 1997-1998, 2001, 2006
Semifinalista: 2004
- Liga Kubogy:

Finalista: 2024
- Birinşi Lïga:

Terzo posto: 2023